# Zenonopoli
Zenonopoli (greco: Zenonopolis), spesso abbreviato in Zenopoli, era una città dell'Isauria, originariamente chiamata Rusumblada, ma successivamente ribattezzata in onore dell'imperatore Zenone, che vi era nato.
Durante l'Impero ottomano, Zenonopoli era nota come Isnebol, nel kaza di Ermenek e nel wilayah di Adana.